# 자우어강

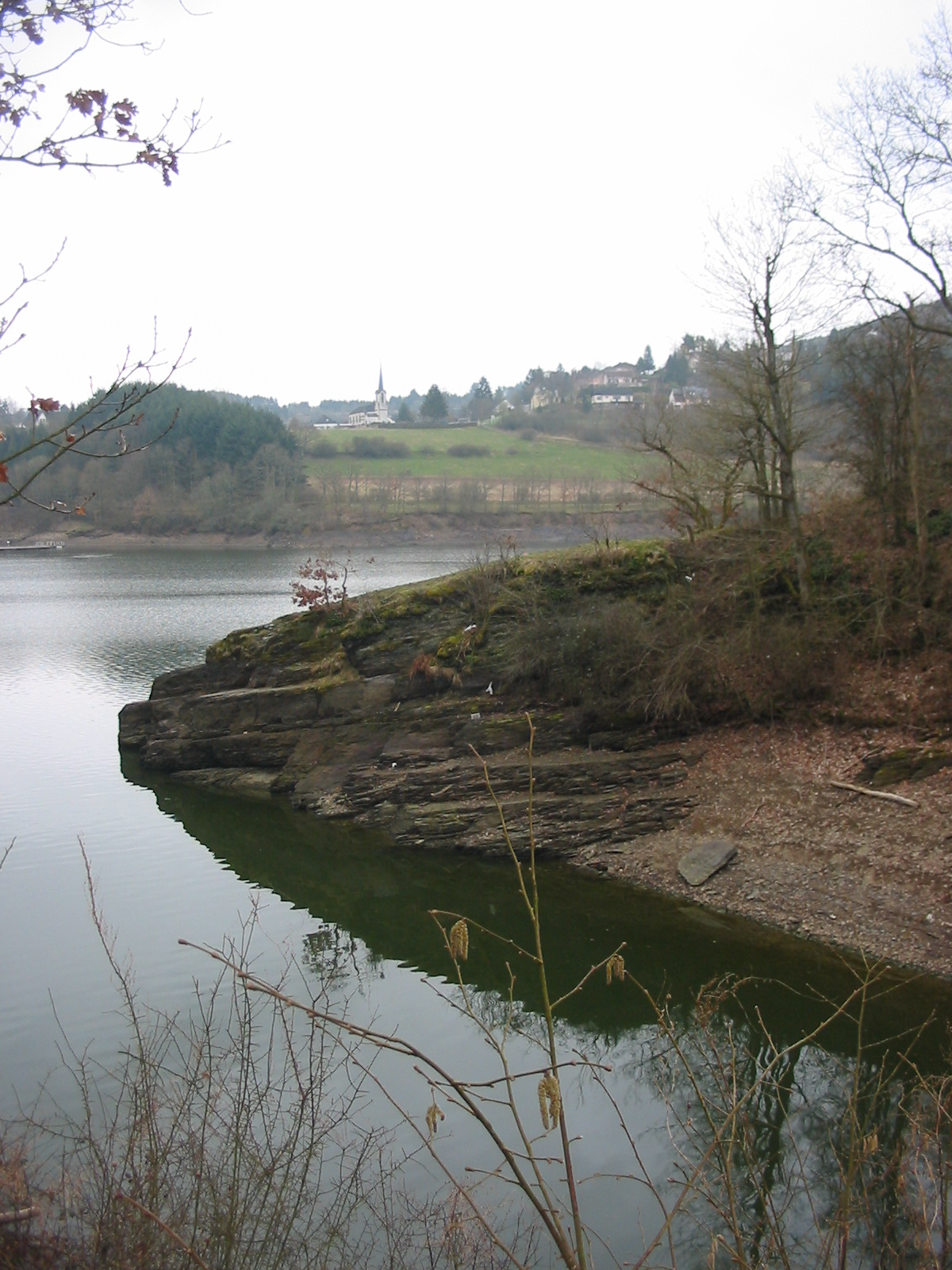
자우어강

자우어강(독일어: Sauer 자우어[*], 룩셈부르크어: Sauer 자우어, 프랑스어: Sûre 쉬르[*])는 독일, 프랑스, 룩셈부르크를 흐르는 강이다.